# Заклинський Леонід Гнатович
Леонід Гнатович Заклинський (1850, Маріямпіль — 9 квітня 1890, м. Станиславів, нині Івано-Франківськ) — український культурно-політичний діяч. Брат Корнила Гнатовича та Романа Гнатовича Заклинських.

## Біографія
Народився у родині священика. Навчався у Станиславівській гімназії, керував у 1869–1871 роках таємною учнівською громадою, що видавала рукописну газету «Зірка», яку редагував разом з Остапом Терлецьким та Володимиром Навроцьким. З ініціативи Заклинського та О. Терлецького 1867 року в Коломиї видано збірку до 6 річниці смерті Тараса Шевченка.
Вищу освіту здобув у Львівському університеті, 1876 — голова «Академического кружка», редагував журнал «Друг». За зв'язки із Сергієм Подолинським та Михайлом Драгомановим, пропаганду соціалістичних ідей разом з Іваном Франком було ув'язнено на три місяці та відмовлено у посаді вчителя.